# Kragerø
Kragerø è un comune norvegese della contea di Telemark.

## Storia

### Simboli
Lo stemma di Kragerø è stato concesso con regio decreto del 13 maggio 1960.
Quando Kragerø ottenne il titolo di città nel 1666, dovette impegnarsi a costruire ed equipaggiare una galea con cinque cannoni.